# Fade to Black (Nadir Rustamli-dal)
A Fade to Black (magyarul: Feketére halványul) Nadir Rustamli azeri énekes dala, mellyel Azerbajdzsánt képviselte a 2022-es Eurovíziós Dalfesztiválon Torinóban. A dal belső kiválasztás során nyerte el a dalversenyen való indulás jogát.

## Eurovíziós Dalfesztivál
2022. február 16-án az İctimai TV bejelentette, hogy az énekest választották, hogy képviselje Azerbajdzsánt az Eurovíziós Dalfesztiválon. Versenydala 2022. március 21-én jelent meg, mellyel a 2022-es mezőny utolsóként bemutatott dala lett.
Az Eurovíziós Dalfesztiválon a dalt először a május 12-én rendezett második elődöntőben adta elő fellépési sorrend szerint negyedikként a Szerbiát képviselő Konstrakta In corpore sano című dala után és a Grúziát képviselő Circus Mircus Lock Me In című dala előtt. Az elődöntőből tizedik helyezettként jutott tovább a május 14-i döntőbe, ahol fellépési sorrendben tizenötödikként lépett fel, a Litvániát képviselő Monika Liu Sentimentai című dala után és a Belgiumot képviselő Jérémie Makiese Miss You című dala előtt. A pontozás során a zsűri szavazáson összesítésben a tizedik helyen végzett 103 ponttal (Görögországtól, Szerbiától és Spanyolországtól maximális pontot), míg a nézői szavazáson a huszonharmadik helyen végzett 3 ponttal, így összesítésben 106 ponttal a verseny tizenhatodik helyezettje lett.
A következő azeri induló a TuralTuranX Tell Me More című dala volt a 2023-as Eurovíziós Dalfesztiválon.